# NGC 645
NGC 645 je spirální galaxie s příčkou v souhvězdí Ryb. Její zdánlivá jasnost je 12,7m a úhlová velikost 2,6′ × 1,2′. Objevil ji Albert Marth 27. října 1864.
Galaxie je od Země vzdálená 112 milionů světelných let a je hlavním členem malé skupiny galaxií označované LGG 28, do které patří také NGC 632, NGC 638, UGC 1137 a UGC 1172.